# Mittainvilliers
Mittainvilliers is een plaats en voormalige gemeente in het Franse departement Eure-et-Loir in de regio Centre-Val de Loire en telt 390 inwoners (1999). De plaats maakt deel uit van het arrondissement Chartres.

## Geschiedenis
Op 1 januari 2016 is Mittainvilliers gefuseerd met de gemeente Vérigny tot de commune nouvelle Mittainvilliers-Vérigny. De opgeheven gemeenten kregen hierbij, in tegenstelling tot gebruikelijk, niet de status van commune déléguée.

## Geografie
De oppervlakte van Mittainvilliers bedraagt 11,7 km², de bevolkingsdichtheid is 33,3 inwoners per km².
De onderstaande kaart toont de ligging van Mittainvilliers met de belangrijkste infrastructuur en aangrenzende gemeenten.

## Demografie
Onderstaande figuur toont het verloop van het inwonertal (bron: INSEE-tellingen).